# Zsindely Népzenei Együttes
A Zsindely Népzenei Együttes egy magyar népzenét játszó zenekar, amely 2004-ben alakult Sárospatakon. A zenekar tagjai, családi hagyományokból indulva,  valamennyien autodidakta módon sajátították el a népzene alapjait. Elsődleges céljuk a hagyományápolás és az értékmegőrzés. Az együttes hitvallásában nemes feladatuknak tekintik, hogy minél nagyobb réteg megismerje és megszeresse a magyar népzenét.

## Az együttes története
Téglás Zsolt – az együttes vezetője - az édesapja citeramuzsikáján nőtt fel, a hagyományairól híres bodrogközi Cigándon. Ezáltal belenevelkedett a népi kultúrába és a családi fészek elhagyásával egy saját együttest szeretett volna létrehozni. A tagokat a népzene szeretete és a hagyományok ápolása hozta össze, akik eleinte csak kedvtelésből zenéltek együtt, majd 2004-ben Sárospatakon alapitották meg együttesüket. Tízévnyi zenélés után, 2014-től egyesületi formában működtek tovább, és a jubileum alkalmából kiadták első lemezüket, Karácsony Reggelre Szépen Virradjanak címmel.   Eközben a számos fellépés mellett táncházakat, hangszerbemutatókat és népdal tanítást is szerveztek egyaránt, elsősorban gyermekek számára. 2018. tavaszán, a Miami és környéke  Amerikai Magyar Református Egyház közösségének meghívására, az együttes az Egyesült Államokba utazott, ahol a Miami Magyar Nap keretében, március 15-i ünnepi koncertet adtak. 2019. májusában készült el az együttes második nagylemeze, Cigándi fonó címmel. A cigándi zenei hagyományokból építkező zenekar 2019-ben ünnepelte megalakulásának 15. évfordulóját. A lemezbemutató koncertre 2019. augusztusában került sor Cigándon. 

## Az együttes zenéje
Megalakulásakor a Bodrogköz és Cigánd népzenei hagyománya, meghatározó szerepet töltött be az együttes életében. Jelenleg már a Kárpát-medence magyarlakta vidékeinek zenei anyagát is igyekeznek széles körben feldolgozni.  Repertoárjukban szerepelnek többek között, hegyközi, szatmári, galgamenti, dunántúli és széki dallamok is. Népzenei koncertjeikkel és táncházaikkal rendszeresen találkozhatunk országszerte, de többször zenéltek már a Magyar Állami Népi Együttes zenekarával, Szalonna és bandájával, és Vavrinecz Andrással. Gyakori vendégeik Dr. Lovász Jámbor Zoltán és Lovász Zsuzsanna népzenészek Marosmagyaróról. Új színfolt a zenekar életében, hogy egyre gyakrabban tánccsoportok is felkérik őket. 

## Az együttes tagjai

### Alapító tagok
- Téglás Zsolt
- Boglyasovszky Tamás
- Téglás Dezső
- Téglás Szilárd
- Jónás Kálmán
- Csurgó Dezső
- Gombos Levente

### Korábbi tag
- Szebényi Lucia

### A Zsindely Népzenei Együttes jelenlegi tagjai
- Dr. Téglás Zsolt Gábor - együttesvezető
- Dr. Téglásné Szabó Éva
- Téglás Botond
- Téglás Szilárd
- Téglás Dezső
- Téglás Tamara
- Boglyasovszky Tamás
- Jónás Kálmán
- Gombos Levente
- Csurgó Dezső
- Joósz Antal

## Kiemelkedő események
- 2010 – I. Zempléni Szabad Házi Pálinka Nap – Füzér [6]
- 2011 – I. Zsindely táncház – Sárospatak[7]
- 2013 - VI. Országos Csokoládé Fesztivál – Szerencs [8]
- 2015 – X. (Jubileumi) Bélesfesztivál – Cigánd [9]
- 2015 – Kistárkányi Szilvanap – Kistárkány[10]
- 2016 - VII. Zempléni Szabad Pálinka Nap – Füzér [11]
- 2018 – Március 15-i ünnep – Miami, USA[12]
- 2018 – V. Sárospataki Borfesztivál – Sárospatak[13]
- 2019 – Cigándi Lakodalmas [14][5]

## Diszkográfia

### Albumok
- 2014 – Karácsony Reggelre Szépen Virradjanak! (CD, Album) [15]
- 2019 – Cigándi fonó (CD, Album)

### Videóklipp
Bodrogközi lakodalmas (2015) 

## Külső hivatkozás
- / Hivatalos honlap Archiválva 2019. augusztus 31-i dátummal a Wayback Machine-ben